# Pseudorhombus diplospilus
Pseudorhombus diplospilus är en fiskart som beskrevs av Norman 1926. Pseudorhombus diplospilus ingår i släktet Pseudorhombus och familjen Paralichthyidae. Inga underarter finns listade i Catalogue of Life.